# Notholca bipalium
Notholca bipalium är en hjuldjursart som först beskrevs av Müller 1786.  Notholca bipalium ingår i släktet Notholca och familjen Brachionidae. Det är osäkert om arten förekommer i Sverige. Inga underarter finns listade i Catalogue of Life.